# Església d'Arnau

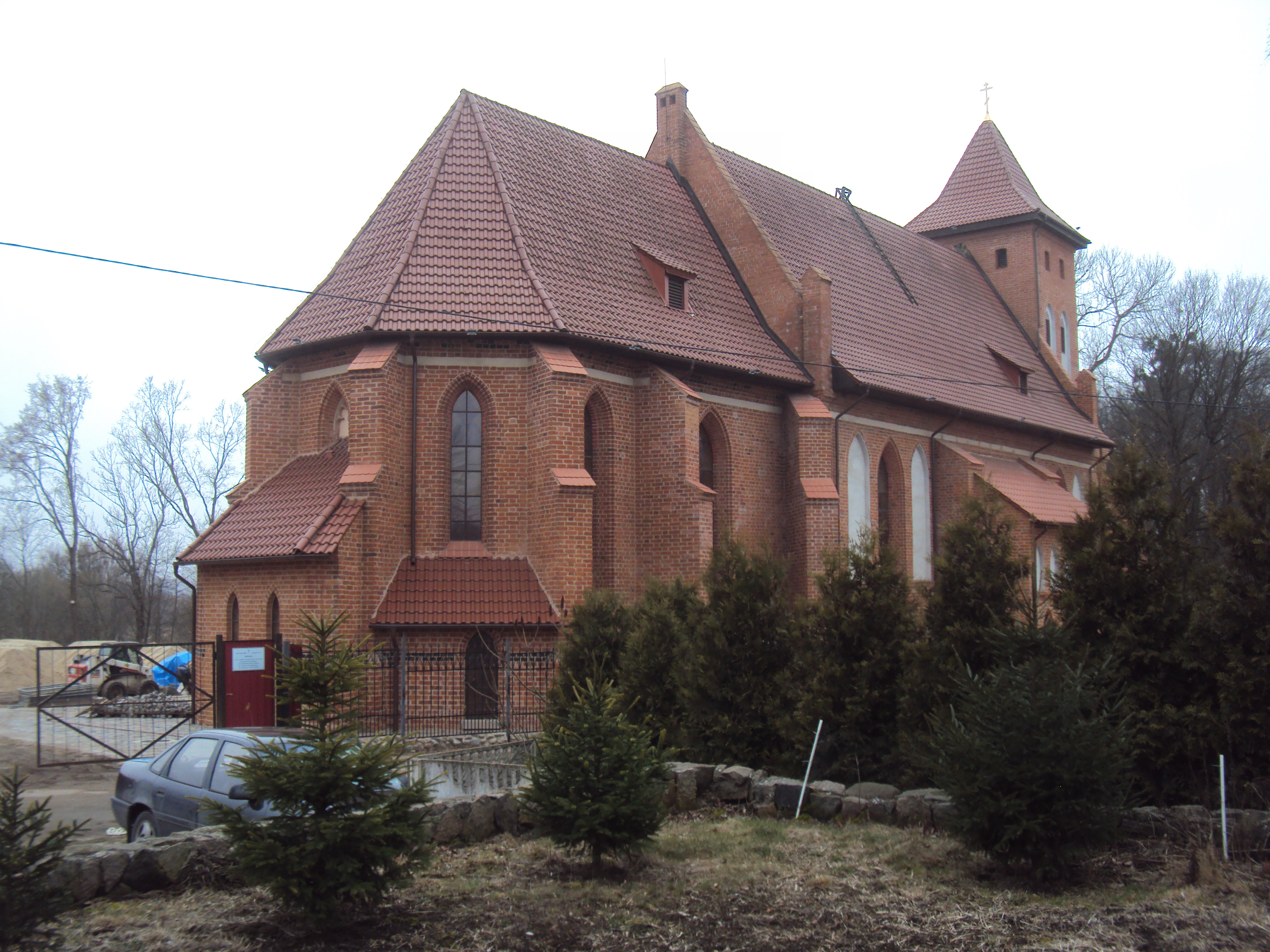

L'església d'Arnau (en alemany: Kirche Arnau) de Santa Caterina d'Alexandria és una església gòtica de maó que es troba 8 km a l'est de Kaliningrad prop del riu Prególia i de la frontera russo - lituana.
Va ser construïda al segle xiv com a església catòlica al poble de Prússia Oriental d'Arnau (actualment Rodniki) i fins fa poc contenia més de 200 frescos medievals. Es va convertir en una església luterana després de la Reforma i els frescos van ser emblanquinats, sent redescoberts a principis del segle xx. El cementiri conté la tomba de l'home d'estat prussià Theodor von Schön.
Després de 1945, quan la regió de Kaliningrad va passar a formar part de la Unió Soviètica, l'església es va utilitzar com a magatzem de gra. L'any 2003 es va iniciar una campanya de restauració, amb l'edifici de l'església aleshores pertanyent al Museu d'Història de Kaliningrad, que l'utilitzava per a exposicions i litúrgia ortodoxa.
L'any 2010 els legisladors locals van transferir la propietat de l'església a l'església ortodoxa russa, i els funcionaris de l'església van iniciar una renovació que va causar danys irreversibles als frescos. La Prof. Nicole Riedl, experta en restauració en pintures murals medievals de la Hawk University of Applied Sciences and Arts a Hildesheim, va descriure els frescos com a "perduts irremeiablement" en un report de 2014 preparat per al Kuratorium Arnau, una organització amb seu a Alemanya, creada el 1992 amb l'objectiu de conservar l'església i els seus frescos. Com a resultat del report, la diòcesi de Kaliningrad de l'església ortodoxa russa va tallar les relacions amb el Kuratorium Arnau. Riedl va dir més tard a The Art Newspaper que només el 2-3% dels frescos van sobreviure i que l'Església Ortodoxa Russa havia "destruït deliberadament" la resta.